# Entakapon
Entakapon (łac. entacaponum) – organiczny związek chemiczny, inhibitor katecholo-O-metylotransferazy stosowany w leczeniu skojarzonym choroby Parkinsona.

## Mechanizm działania
Lewodopa, jeden z podstawowych leków stosowanych w leczeniu choroby Parkinsona, jest w organizmie szybko metabolizowana do postaci 3-O-metylodopy, która nie jest związkiem aktywnym farmakologicznie. Za tę przemianę odpowiedzialny jest enzym katecholo-O-metylotransferaza (COMT). Jego działanie skraca czas działania lewodopy oraz rodzi konieczność jej częstego podawania.
Entakapon, będąc selektywnym, wybiórczym, odwracalnym, działającym obwodowo inhibitorem katecholo-O-metylotranferazy, hamuje jej degradujący wpływ na cząsteczkę lewodopy. Dzięki temu osiąga ona wyższe stężenie w mózgu, co wpływa na wydłużenie czasu jej działania. Hamowanie aktywności COMT odbywa się głównie w tkankach obwodowych; w bardzo niewielkim stopniu zachodzi ono również w krwinkach czerwonych. Entakapon, sam w sobie, nie wykazuje żadnego działania dopaminergicznego.
Badania kliniczne dowiodły, że podawanie entakaponu może wydłużyć czas działania lewodopy nawet o 24% oraz obniżyć jej dawkę o 20%.

## Farmakokinetyka
Średnia biodostępność entakaponu po podaniu doustnym wynosi ok. 35% i jest ona bardzo silnie uzależniona od czynników osobniczych. Lek wchłania się szybko, osiągając maksymalne stężenie we krwi po około godzinie od chwili podania. Pokarm nie wpływa na czas wchłaniania entakaponu. Lek wiąże się z albuminami osocza w ponad 98%. Entakapon bardzo szybko przenika do tkanek obwodowych – po 30 minutach z krwi znika ponad 92% podanej dawki. Lek w niewielkim stopniu metabolizowany jest w wątrobie, głównie przy udziale izoenzymu 2C9 cytochromu P-450. Głównym metabolitem jest izomer – (Z)-entakapon (5%). Lek wydalany jest głównie z kałem – w postaci sprzężonej z kwasem glukuronowym. Nie stwierdzono konieczności zmiany dawkowania lub wydłużenia odstępu między kolejnymi dawkami entakaponu u osób starszych oraz z niewydolnością nerek.

## Wskazania
Entakapon stosowany jest tylko w leczeniu skojarzonym z preparatami złożonymi: lewodopa i inhibitor DOPA karboksylazy (benserazyd, karbidopa).

## Przeciwwskazania
- nadwrażliwość na entakapon lub którykolwiek składnik preparatu,
- zaburzenia funkcjonowania wątroby,
- guz chromochłonny nadnerczy,
- choroby wymagające leczenia inhibitorami MAO A i B.

## Interakcje
Należy zachować szczególną ostrożność wobec pacjentów leczonych entakaponem i innymi lekami, których metabolizm uzależniony jest od COMT, takich jak: rymiterol, izoprenalina, adrenalina i noradrenalina, dopamina, apomorfina, dobutamina, paroksetyna, alfa-metyldopa. Entakaponu nie powinno stosować się z inhibitorami MAO-A i -B, z wyjątkiem selegiliny. Jej dawka dobowa nie powinna jednak przekroczyć 10 mg.
Entakapon ma zdolność chelatowania żelaza. Należy zachować co najmniej 3-godzinny odstęp między przyjmowaniem entakaponu i preparatów żelaza. Należy zachować ostrożność przy jednoczesnym podawaniu warfaryny, gdyż entakapon zwiększa jej stężenie we krwi. Entakapon może zwiększać niedociśnienie ortostatyczne wywołane zażywaniem lewodopy. Należy więc zwrócić uwagę na pacjentów przyjmujących leki, które powodować mogą niedociśnienie ortostatyczne.

## Ostrzeżenia specjalne
Donoszono o pojedynczych przypadkach występowania rozpadu wtórnego mięśni poprzecznie prążkowanych oraz złośliwego zespołu neuroleptycznego (NMS). Stwierdzono, że występowanie tych schorzeń ma związek z nagłym odstawieniem entakaponu (podejrzewa się, że NMS może również wystąpić przy nagłym odstawieniu innych leków stosowanych w leczeniu choroby Parkinsona). Jeżeli więc konieczne jest odstawienie entakaponu, należy robić to stopniowo, monitorując przy tym stan pacjenta.

## Działania niepożądane
Objawy uboczne występują najczęściej na początku leczenia i mają związek ze zwiększoną aktywnością układu dopaminergicznego. Do najczęściej występujących działań niepożądanych należą (w nawiasach podano częstość występowania):
- dyskinezy (27%; w 1,7% przypadków konieczne było zaprzestanie leczenia entakaponem),
- nudności (11%),
- biegunki (8%; w 2,5% przypadków konieczne było odstawienie entakaponu),
- bóle brzucha (7%),
- suchość w jamie ustnej (4,2%).

## Preparaty
Preparaty proste
- Comtan – Novartis – tabletki powlekane 200 mg.

Preparaty złożone
- Stalevo – Novartis – tabletki powlekane, zawierające 50/100/150/200 mg lewodopy, 12,5/25/37,5/50 mg karbidopy oraz taką samą ilość entakaponu (200 mg).